# جيه. سميث
جيه. سميث (بالإنجليزية: J. Gregory Smith)‏ (و. 1818 – 1891 م) هو محامي، وسياسي، وشخصية أعمال أمريكي، ولد في سانت ألبانز، كان عضوًا في الحزب الجمهوري، توفي في سانت ألبانز، عن عمر يناهز 73 عاماً.

## مناصب
تولى منصب حاكم فيرمونت ‏ (9 أكتوبر 1863–13 أكتوبر 1865)
- List of speakers of the Vermont House of Representatives [الإنجليزية]‏

.

## التعليم
تعلم في كلية ييل للحقوق، وتعلم في جامعة فيرمونت
.